# Phytomyza angelicivora
Phytomyza angelicivora este o specie de muște din genul Phytomyza, familia Agromyzidae, descrisă de Erich Martin Hering în anul 1924. Conform Catalogue of Life specia Phytomyza angelicivora nu are subspecii cunoscute.